# Spodoptera cilium
Spodoptera cilium is een vlinder uit de familie van de uilen (Noctuidae). De wetenschappelijke naam werd gepubliceerd in 1852 door Achille Guenée.
De soort komt voor in Europa.